# Лунас, Рональд
Рональд Игнасио Лунас (исп. Ronald Ignacio Lunas; 27 ноября 1966 — 2 января 2024) — филиппинский римско-католический епископ Пагадиана (2018—2024).
Родился в селении Бала муниципалитета Магсейсей (Magsaysay, епархия Дигоса).
Изучал философию и католическое богословие в городе Давао и принял таинство рукоположения в епархии Дигоса 7 апреля 1992 года.
После короткого периода пастырской работы в приходе Непорочного Зачатия в Кабуране прошёл в Риме с 1993 по 1996 год дальнейшее обучение и получил степент лиценциата теологии в Папском Григорианском университете.
После возвращения был сначала преподавателем, а затем директором региональной семинарии Святого Франциска Ксаверия в городе Давао. С 2005 по 2008 год канцлер епархиальной курии, а затем пастором в Давао.
С 2013 года викарий епархии Дигос и член коллегии консультантов и совета священников. С 2014 года также был пастором прихода Святого Иосифа Труженика в Санта-Крус.
Назначен папой Франциском епископом Пагадиана 22 ноября 2018 года.
С начала ноября 2023 года находился в больнице после инсульта (Институт сердца Южно-Филиппинского медицинского центра). Умер из-за осложнений после операции по шунтированию сердца 2 января 2024 года в возрасте 57 лет.